# 안데스산캐비
안데스산캐비(Microcavia niata)는 천축서과에 속하는 설치류의 일종이다. 볼리비아와 칠레, 페루에서 발견된다.

## 특징
안데스산캐비는 보통 부드럽고 연한 노란색을 띤다. 등 쪽 털은 회색 바탕에 털 가운데 부분은 짙은 회색이고 털 끝은 노랗다. 뒷머리는 약 16~18mm 정도이고 뺨과 목, 배 쪽은 회색 바탕에 흰색이다.

## 생태
먹이는 보통 수렁 지역에 흔하게 자라는 바늘골속, 디스티클리스속, 마편초속, 산새풀속 식물로 이루어져 있고, 산악천축서속 캐비 중에서 안데스산캐비만이 수렁 습지에서 서식한다.